# NGC 7805
NGC 7805 ist eine Linsenförmige Galaxie vom Hubble-Typ SB0 im Sternbild Pegasus am Nordsternhimmel. Sie ist schätzungsweise 223 Millionen Lichtjahre von der Milchstraße entfernt und hat einen Durchmesser von rund 75.000 Lichtjahren. Die Galaxie gilt als Mitglied der NGC 7831-Gruppe  (LGG 1).  Gemeinsam mit NGC 7806 das gravitativ gebundenes Paar Arp 112, KPG 602A oder Holm 826A. 
Halton Arp gliederte seinen Katalog ungewöhnlicher Galaxien nach rein morphologischen Kriterien in Gruppen. Diese Galaxie gehört zu der Klasse Elliptischer Galaxien die Spiralarme abstoßen (Arp-Katalog).
Das Objekt wurde am 9. Oktober 1790 von Wilhelm Herschel mit seinem 18,7-Zoll-Spiegelteleskop entdeckt und später von Johan Dreyer in seinen New General Catalogue aufgenommen.